# Corrosão alveolar
A corrosão alveolar ou corrosão por pits, ou pites (do inglês Pitting Corrosion), ou ainda corrosão por picadas, corrosão por orifícios ou corrosão puntiforme, é uma forma de corrosão, que consiste na formação de pequenas cavidades (alvéolos ou pites) que iniciam na superfície da peça metálica que podem chegar a perfurar toda a espessura da peça, com pouca ou nenhuma perda de espessura do material, e são de difícil detecção visual.
É uma forma de corrosão extremamente localizada, na qual o fator orientador do processo é a localização da ação do oxigênio ou dos oxidantes sobre apenas esta área limitada. Esta área torna-se anódica enquanto a área com excesso de oxigênio torna-se catódica, conduzindo a uma corrosão galvânica muito localizada. A corrosão na área tende a escavar na massa do metal, com limitada difusão de íons, frequentemente pronunciando a flata localizada de oxigênio. O mecanismo da corrosão por pits é provavelmente o mesmo da corrosão por fendas (ou frestas).
É proposto por alguns que a gravidade causa uma orientação descendente do gradiente de concentração dos íons dissolvidos no orifício (pit) causado pela corrosão, como a solução concentrada é mais densa. Isto entretanto não é totalmente aceito. A explicação convencional é que a acidez dentro do orifício é mantida pela separção espacial das semi-reações catódicas e anódicas, as quais criam um gradiente de pontencial e eletromigração de ânion agressivos no orifício.

## Ligação externa
- FOTOGRAFIAS SOBRE CORROSÃO - www.abraco.org.br
- Corrosão - www.iope.com.br